# NPG Records
Az NPG Records egy amerikai lemezkiadó vállalat. 

## Története
Tulajdonosa Prince volt, cégvezetője Trevor Guy. A kiadót Prince saját zenéjének kiadására alapította, miután a Warner Bros. bezárta Paisley Park Records kiadóját, 1994-ben.
Annak ellenére, hogy az 1994-es válogatásalbumon, a 1-800-NEW-FUNK-on több előadó is szerepelt, az NPG Records soha nem érte el azt a státuszt, ami a Paisley Park Recordsnak sikerült. Csak Prince saját albumait, illetve mellékprojektjeit adta ki.

## Diszkográfia

### Prince albumok
| Év   | Album címe                    | Megjelenés helye                               | Előadó                              |
| ---- | ----------------------------- | ---------------------------------------------- | ----------------------------------- |
| 1994 | The Beautiful Experience (EP) | Bellmark/Life Records through Bellmark Records | Prince                              |
| 1995 | The Gold Experience           | Warner Bros. Records                           | Prince                              |
| 1996 | Emancipation                  | EMI                                            | Prince                              |
| 1997 | NYC (EP)                      | nem ismert                                     | Prince                              |
| 1998 | Crystal Ball                  | NPG Records                                    | Prince                              |
| 1998 | The Truth                     | NPG Records                                    | Prince                              |
| 1999 | 1999: The New Master (EP)     | NPG Records                                    | Prince and The Revolution           |
| 1999 | Rave Un2 the Joy Fantastic    | Arista Records                                 | Prince                              |
| 2001 | Rave In2 the Joy Fantastic    | nem ismert                                     | Prince                              |
| 2001 | The Rainbow Children          | Redline Entertainment                          | Prince                              |
| 2002 | One Nite Alone...             | NPG Music Club                                 | Prince                              |
| 2002 | One Nite Alone... Live!       | nem ismert                                     | Prince and The New Power Generation |
| 2003 | Xpectation                    | NPG Music Club                                 | Prince                              |
| 2003 | C-Note                        | NPG Music Club                                 | Prince                              |
| 2003 | N.E.W.S                       | Big Daddy Music Distribution                   | Prince                              |
| 2004 | Musicology                    | Columbia Records                               | Prince                              |
| 2004 | The Chocolate Invasion        | NPG Music Club                                 | Prince                              |
| 2004 | The Slaughterhouse            | NPG Music Club                                 | Prince                              |
| 2006 | 3121                          | Universal Music Group                          | Prince                              |
| 2007 | Planet Earth                  | Columbia Records                               | Prince                              |
| 2008 | Indigo Nights                 | nem ismert                                     | Prince                              |
| 2009 | LOtUSFLOW3R / MPLSoUND        | Because Music                                  | Prince                              |
| 2010 | 20Ten                         | nem ismert                                     | Prince                              |
| 2014 | Plectrumelectrum              | Warner Bros. Records                           | Prince and 3rdeyegirl               |
| 2014 | Art Official Age              | Warner Bros. Records                           | Prince                              |
| 2015 | Hit n Run Phase One           | Universal                                      | Prince                              |
| 2015 | Hit n Run Phase Two           | Tidal                                          | Prince                              |
| 2016 | Prince 4Ever                  | Warner Bros. Records                           | Prince                              |
| 2017 | Purple Rain Deluxe            | Warner Bros. Records                           | Prince & The Revolution             |
| 2018 | Piano and a Microphone 1983   | Warner Bros. Records                           | Prince                              |
| 2019 | Originals                     | Warner Bros. Records                           | Prince                              |
| 2019 | 1999 Deluxe                   | Warner Bros. Records                           | Prince                              |

### Más előadók
| Év   | Album címe                                 | Megjelenés helye                               | Előadó                   |
| ---- | ------------------------------------------ | ---------------------------------------------- | ------------------------ |
| 1993 | Goldnigga                                  | nem ismert                                     | The New Power Generation |
| 1994 | 1-800-NEW-FUNK                             | Bellmark/Life Records through Bellmark Records | Various Artists          |
| 1995 | Exodus                                     | Edel                                           | The New Power Generation |
| 1995 | Drum Fever                                 | Edel                                           | Jacob Armen              |
| 1995 | Child of the Sun                           | Edel                                           | Mayte                    |
| 1998 | Kamasutra                                  | nem ismert                                     | The NPG Orchestra        |
| 1998 | Newpower Soul                              | BMG through RCA Records                        | The New Power Generation |
| 1998 | Come 2 My House                            | BMG                                            | Chaka Khan               |
| 1999 | GCS 2000                                   | BMG                                            | Graham Central Station   |
| 2009 | Elixer(a LOtUSFLOW3R / MPLSoUND részeként) | Because Music                                  | Bria Valente             |
| 2012 | Superconductor                             | nem ismert                                     | Andy Allo                |
| 2015 | Back In Time                               | Tidal                                          | Judith Hill              |
| 2015 | Oui Can Luv                                | Tidal                                          | Andy Allo és Prince      |